# Samtgemeinde Lamspringe
Lamspringe er et amt (Samtgemeinde) i den sydlige del af Landkreis Hildesheim, i den sydlige del af den tyske delstat Niedersachsen. Administrationen ligger i byen Lamspringe.
Samtgemeinde Lamspringe består af følgende kommuner:
- Harbarnsen
- Lamspringe
- Neuhof
- Sehlem
- Woltershausen